# Acidente de caminhão em Chiapas em dezembro de 2021
Em 9 de dezembro de 2021, um acidente de trânsito ocorreu em Chiapas, no México, quando um caminhão de carga contrabandeando mais de 180 migrantes tombou. Pelo menos 55 pessoas morreram e outras centenas ficaram feridas em consequência do acidente.

## Antecedentes
Nos últimos anos, o estado de Chiapas, no sul do México, que faz fronteira com a Guatemala, vem testemunhando um grande aumento no número de migrantes da América Central que passam pelo estado com o intuito de tentar chegar aos Estados Unidos. As autoridades mexicanas rotineiramente encontram migrantes escondidos em veículos sendo contrabandeados pelo país, incluindo 600 migrantes de 12 países descobertos na traseira de dois caminhões em Veracruz em novembro de 2021.
Esse acidente em Chiapas é o incidente mais mortal envolvendo migrantes passando pelo México desde o "massacre de San Fernando" em 2010, quando 72 migrantes foram mortos a tiros por membros do cartel de drogas Los Zetas, no estado de Tamaulipas, no norte do país.

## Incidente
Em 9 de dezembro de 2021, um caminhão de carga deixou a Guatemala com destino a Veracruz, no México. Ele transportava mais de 150 migrantes em seu contêiner de carga. A maioria dos migrantes era da Guatemala, conforme confirmado pelo embaixador do país no México, Mario Búcaro. No entanto, Jordán Rodas, principal autoridade de direitos humanos da Guatemala, afirmou ser possível que cerca de 200 migrantes tenham sido escondidos no contêiner do veículo.
O motorista perdeu o controle do veículo na Rodovia Federal Mexicana 190 entre Chiapa de Corzo e a capital do estado Tuxtla Gutiérrez, a cerca de 10 quilômetros de Tuxtla, por volta das 15h30, no horário local. De acordo com testemunhas e sobreviventes, o caminhão estava viajando em alta velocidade e capotou ao fazer uma curva. Ele bateu na base de uma ponte de pedestres feita de aço e seu contêiner de carga se abriu. O sobrevivente Celso Pacheco, um migrante guatemalteco, afirmou que o caminhão parecia ter perdido o controle devido ao peso de sua carga humana.
Equipes de resgate que chegaram primeiro ao local, disseram que testemunharam migrantes que estavam no trailer fugindo do acidente, temendo serem detidos por agentes de imigração e posteriormente deportados. Vários deles estavam ensanguentados e mancando, tendo sofrido vários ferimentos. Moradores locais disseram à mídia que, logo após o acidente, o motorista do caminhão fugiu pelo Rio Grijalva.

## Vítimas
Pelo menos 55 pessoas morreram e 105 ficaram feridas no acidente. As autoridades acreditam que a maior parte das vítimas são migrantes de Honduras e da Guatemala, embora a nacionalidade exata de cada vítima ainda não tenha sido confirmada. [Alejandro Martín, oficial do corpo de bombeiros, confirmou a presença de vários menores entre os mortos.
O governador de Chiapas, Rutilio Escandón, afirmou que 49 vítimas morreram no local, enquanto outras cinco morreram enquanto recebiam atendimento médico. Luis Manuel Moreno, chefe da Defesa Civil do Estado de Chiapas, afirmou que cerca de 21 feridos sofreram ferimentos graves, sendo levados para hospitais próximos. Outras 24 pessoas que estavam viajando no caminhão saíram ilesas do acidente.

## Reações
Logo após saber da notícia, o Presidente do México Andrés Manuel López Obrador tuitou que o acidente foi "muito doloroso" e que ele lamentava "profundamente a tragédia". O Secretário de Relações Exteriores, Marcelo Ebrard, também expressou suas condolências e anunciou que as chancelarias dos países afetados haviam sido contatadas.
O governador de Chiapas, Rutilio Escandón, também lamentou a tragédia e assegurou via Twitter que havia dado instruções para que fosse prestado "pronto atendimento e assistência aos feridos". Ele acrescentou que "a responsabilidade (pelo acidente) será determinada conforme a lei".
O Instituto Nacional de Imigração do México declarou que ofereceria hospedagem e vistos humanitários aos sobreviventes e que as autoridades ajudariam a identificar os mortos e cobrir as despesas de funeral ou repatriação de seus restos mortais para seus países de origem.